# 北野東映
北野東映（きたのとうえい）は、かつて存在した日本の映画館である。1953年（昭和28年）、京都府京都市上京区の西陣京極に北野劇場（きたのげきじょう）として開館、1958年（昭和33年）には北野東宝（きたのとうほう）と改称して東宝の封切館となる。1961年（昭和36年）に北野東映に改称、いずれの時期にも東宝あるいは東映の直営館ではなく、西陣劇場（新出水通土屋町東入ル）に本社を置く京都興行が経営した。
大阪市・梅田に戦前から存在した北野劇場（現在のTOHOシネマズ梅田スクリーン1）とは異なる。

## 沿革
- 1953年 - 北野劇場として開館[1]
- 1958年 - 北野東宝と改称、東宝の封切館になる[1]
- 1961年 - 北野東映と改称、東映の封切館になる[1]
- 1970年5月31日 - 閉館[1]

## データ
- 所在地 : 京都府京都市上京区千本通中立売下ル東側[1] 亀屋町[9]
  - 「千本通中立売角[5][6][7]」とも表記された。現在の「西陣ロイヤルハイツ」の位置[9]

北緯35度1分28.68秒 東経135度44分33.46秒 / 北緯35.0246333度 東経135.7426278度
- 経営 : 京都興行[10][11]
- 代表 : 
  1. 山本義雄[10]
  2. 山本邦雄[11]
- 構造 : 木造二階建、敷地200坪（約661.2平方メートル）[1]
- 観客定員数 : 400名（1953年[1]）、700名（改装後[1]）

## 概要
1953年（昭和28年）、京都府京都市上京区千本通中立売下ル東側、いわゆる西陣京極に北野劇場として開館する。芝居小屋・映画館の西陣劇場の経営を昭和初年には始めていた山本義雄が興した京都興行が、戦後に手がけた映画館である。当初は配給会社に関わらず日本映画を上映する「邦画混映館」であった。当時同社は、西陣地区に西陣劇場と同館のほか、東洋映画劇場（かつての京極座、のちの東映直営館西陣東映劇場、土屋町通中立売上ル）、大宮劇場（かつての久榮座、北区旧大宮通北大路下ル西側）、大宮東宝映画劇場（かつての西陣帝國館、大宮通芦山寺上ル西角）の合計5館を経営していた。このころすでに山本は同社の会長であり、社長は山本邦雄が務めていた。
1958年（昭和33年）には北野東宝と改称して、東宝の封切館となる。大宮東宝映画劇場は大宮通の北に離れており、西陣京極には当時、東宝系の映画館がなかったことに起因する。このころの同館の支配人は、京都興行専務取締役の山本龍夫であった。1960年（昭和35年）6月には、京都興行が経営していた西陣東映劇場が、東映の直営館となる。1961年（昭和36年）7月、千本通西側の五番町に五番街東宝（現在の千本日活）が開館、それに前後して、同館は北野東映と改称した。同年、東映直営になっていた西陣東映劇場は西陣ニュー東映劇場と改称し、「ニュー東映」の封切館となって地区内の興行を棲み分けた。同年、京都興行が経営していた大宮劇場はストリップ劇場に転身、同じく西陣劇場は翌1962年（昭和37年）にパチンコ店に転身（1968年2月閉館）、同社が経営する映画館は同館と大宮東宝映画劇場の2館だけになり、大宮東宝映画劇場も1965年（昭和40年）8月には閉館した。
京都興行が経営する最後の映画館となったが、1970年（昭和45年）5月31日、閉館した。跡地には、1981年（昭和56年）1月、マンション「西陣ロイヤルハイツ」が建てられた。